# Guillermo Campanal
Marcelino Guillermo González del Río y García de la Llera (Avilés, Asturias, España, 9 de febrero de 1912 - Sevilla, España, 22 de enero de 1984), conocido como Guillermo Campanal o simplemente Campanal, fue un futbolista y entrenador español, jugador histórico del Sevilla Fútbol Club, entidad a la que debe sus mayores éxitos y reconocimientos y donde está considerado como el mejor delantero centro de su historia, y en el que formó parte de la llamada «delantera stuka». Se mantiene a fecha de 2021 como el máximo goleador de la historia del club andaluz con 246 tantos.
Fue tío del también futbolista Marcelino Vaquero, conocido como Marcelo Campanal, quien es a su vez jugador histórico del club hispalense, pero por ser uno de los jugadores que más encuentros disputó. Los apodos de «Campanal» son debidos a la aldea asturiana de nacimiento que lleva ese nombre. En las crónicas y reseñas de la época, al referirse a los futbolistas en muchas ocasiones únicamente por su apellido, para distinguir a Guillermo Campanal de Marcelo Campanal, fueron acotados como Campanal I (primero) y Campanal II (segundo) respectivamente. 

## Trayectoria

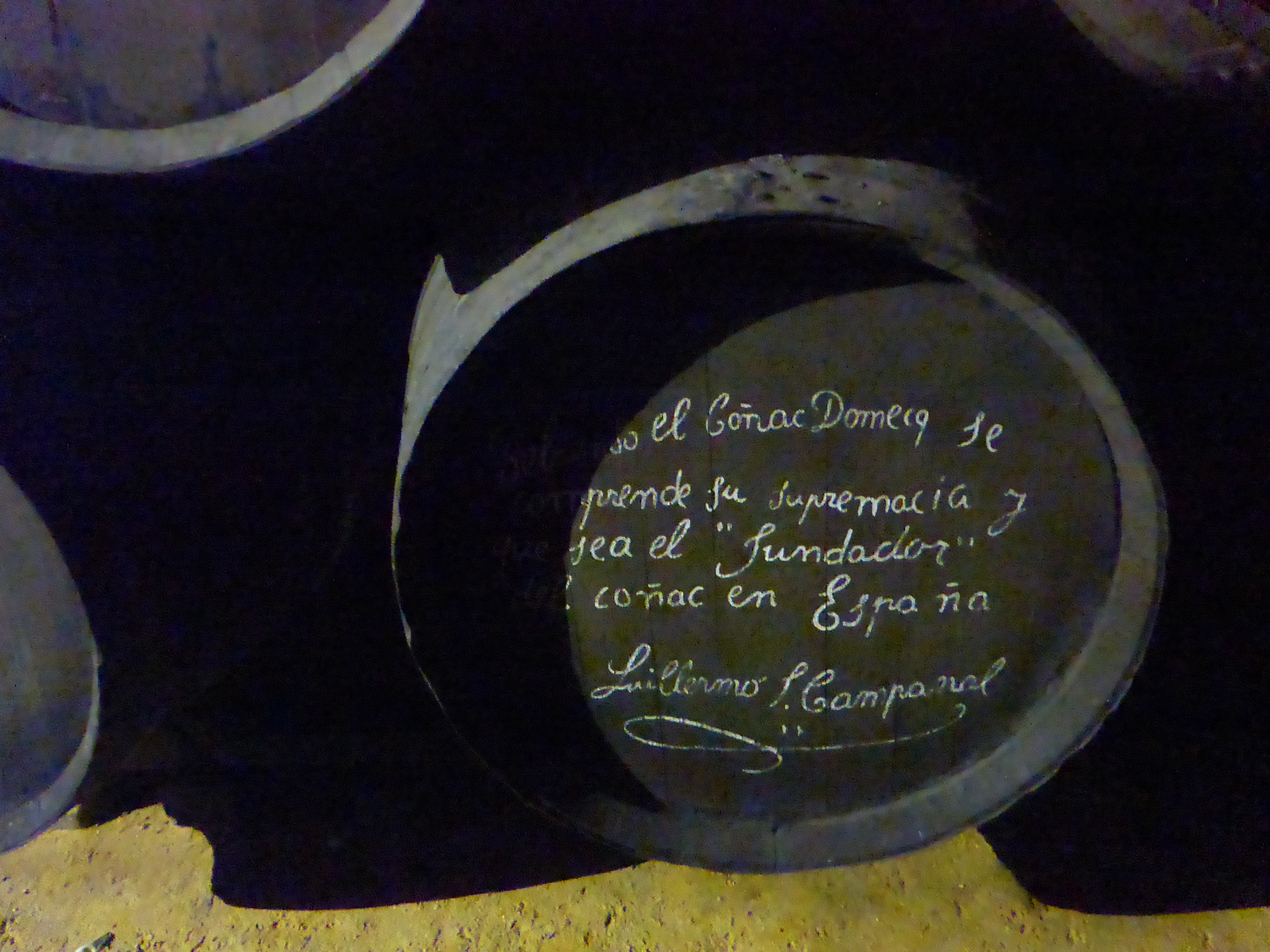
Barrica de Jerez dedicada

### Como jugador
Se inició como futbolista, siendo aún muy joven, en dos equipos de su ciudad natal, primero en el Club Deportivo Avilesino, y después en el Villalegre F. C. Tras lo cual se enrolaría en el gijonés Unión Deportivo Racing.
Inició su carrera profesional en el Real Sporting de Gijón, club con el que permaneció dos años y participó en la primera edición de la Segunda División de España, en 1929. Para la temporada 1929-30, con diecisiete años, abandonó Gijón definitivamente y fichó por el Sevilla Football Club, que por aquel entonces luchaba por ascender a Primera División.
En sus primeros años en Sevilla tuvo que conformarse con varios títulos menores, como dos campeonatos regionales de Andalucía. Además, en 1933 se perdió la mayor parte de la temporada al tener que cumplir el servicio militar. A su regreso, en la temporada 1933-34, comandó al Sevilla al ascenso a la Primera División. El calendario de esa temporada había dispuesto para la última jornada un enfrentamiento entre los sevillistas y el Athletic de Madrid, y ambos clubes llegaron al partido luchando por el ascenso. Campanal logró uno de los dos goles de la victoria del Sevilla, que se proclamó campeón de la categoría de plata. En total, esa temporada el delantero asturiano jugó diecisiete partidos, en los que anotó veintiocho goles, la mitad de los conseguidos por su equipo. Su buena campaña se vio también recompensada con la llamada del seleccionador español, que lo convocó para el Mundial de 1934.
A partir de ese momento se inició una década de éxitos para el Sevilla, interrumpida temporalmente por la guerra civil española, y en la que Campanal fue uno de los principales protagonistas. La temporada 1934-35 fue la del debut del Sevilla en Primera División y el club hispalense logró el primer gran título de su historia al conquistar el Campeonato de España. Los andaluces se impusieron en la final al C. E. Sabadell por 3-0 y Campanal anotó los dos primeros goles. En 1936 las competiciones quedaron interrumpidas por la guerra, hasta 1939. Ese mismo año se retomaron algunas como el Campeonato de España, jugado como Trofeo del Generalísimo. El Sevilla se impuso en la final del torneo al Racing Club de Ferrol por 6-2, con una tripleta de Campanal. Era el nacimiento de la considerada mejor delantera de la historia sevillista, los stuka, integrada, además de Campanal, por López, Pepillo, Raimundo y Berrocal, aunque en ocasiones Torrontegui sustituía a Pepillo.
En la temporada 1939-40, el Sevilla acabó subcampeón; un empate en la última jornada le hizo perder un título que prácticamente tenía asegurado. En la campaña 1940-41 terminó en quinta posición, aunque la delantera andaluza exhibió su poder realizador al finalizar el campeonato como el equipo más goleador: setenta tantos en veintidós partidos. A ello contribuyeron resultados como el 11-1 ante el C. F. Barcelona, la mayor goleada de la historia del Sevilla en Primera, en la que Campanal logró con cinco tantos. El delantero asturiano, que finalizó la temporada como máximo anotador del equipo —diecisiete goles en dieciocho partidos— tuvo otras tardes destacadas, como la tripleta lograda en la victoria por 10-3 ante el Valencia C. F. o dos de los cinco goles que los sevillanos le endosaron al Real Madrid C. F.
En la temporada 1941-42 Campanal volvió a ser el máximo anotador de su equipo, con diecisiete tantos en veinticinco partidos. Entre sus tardes más recordadas, los cinco goles que le hizo al R. C. D. Español —el partido terminó 6-0— o los dos tantos con los que contribuyó al triunfo por 10-0 sobre el Real Oviedo. En la campaña 1942-43 los registros goleadores de Campanal, ya con treinta años, empezaron a declinar: diez goles en diecinueve partidos; pese a todo, el Sevilla terminó la Liga como subcampeón. En la siguiente temporada el Sevilla volvió a pelear por el título y finalizó la Liga en tercera posición. Con la llegada de nuevos delanteros como Juan Arza y, posteriormente, Juan Araujo, el papel de los veteranos iba pasando a segundo plano. Campanal participó en dieciséis partidos y anotó seis goles, destacando una tripleta en la victoria por 5-3 ante el Real Madrid.
Repitió estadísticas similares en la siguiente temporada, con seis goles en catorce encuentros. En su última campaña en activo, la 1945-46, vivió la conquista del primer y hasta la fecha único título liguero del club. Campanal tuvo un papel testimonial, ya que participó en cuatro partidos y anotó dos goles, aunque uno de ellos fue decisivo para empatar un encuentro ante el Real Madrid. Campanal se retiró como el jugador con más años de permanencia en el Sevilla: diecisiete temporadas. Estableció, asimismo, un registro goleador vigente a fecha de 2020: 246 tantos con la camiseta del sevillista. Colgó las botas siendo el máximo anotador de la historia del club hispalense en Primera División, con 101 goles —marca luego superada por Juan Arza—, en Segunda División con setenta y nueve goles, y también en la Copa de España con 44. Estos dos últimos registros todavía siguen vigentes.

### Como entrenador
Tras retirarse de los terrenos de juego, obtuvo el título de entrenador, y en noviembre de 1946 se puso al frente de Club Deportivo Málaga. Posteriormente, trabajó para otros equipos como el C. D. Alcalá y el Coria C. F., que era filial del Sevilla F. C. Ello propició que en la temporada 1949-50 regresara al club hispalense para reemplazar en el banquillo a Ramón Encinas. Se mantuvo al frente del equipo durante cuatro campañas y logró su mayor éxito deportivo con el subcampeonato de Liga de la temporada 1950-51. Como ya había vivido como jugador, el Club Atlético de Madrid le arrebató el título a los sevillanos en la última jornada del campeonato. En esta etapa al frente del equipo, Campanal también hizo debutar a su sobrino, Marcelino Vaquero, que con el nombre de Campanal II se acabó convirtiendo en uno de los jugadores legendarios del Sevilla.
En 1953 dejó el Sevilla en manos de Helenio Herrera, aunque tuvo que regresar en la última jornada de la temporada 1956-57, tras ser apartado el anterior de la dirección del equipo. Campanal logró un empate ante el C. F. Barcelona y el Sevilla se proclamó subcampeón de Liga, además de clasificarse para la Copa de Europa ya que el campeón, el Real Madrid C. F., lo era también del torneo continental. Finalizada la temporada, en el verano de 1957, Campanal dirigió también al equipo en una gira por América del Sur, donde participó en la Pequeña Copa del Mundo de Clubes. A continuación, cedió el banquillo a Satur Grech para la nueva temporada.
Falleció el 22 de enero de 1984, con 71 años, como consecuencia de un paro cardiaco.

## Selección nacional
Fue internacional con la selección española en tres ocasiones. Cuando todavía jugaba en Segunda División, Amadeo García de Salazar lo convocó por primera vez con motivo de la disputa del Mundial de Italia, que suponía el estreno de España en una cita mundialista. El debut de Campanal tuvo lugar el 1 de junio de 1934, en el partido de desempate de cuartos de final contra Italia, en el que se impusieron los anfitriones.
No regresó a la selección hasta 1941, año en que disputó dos partidos amistosos, ambos contra Portugal, y en los que anotó sendos goles.

### Participaciones en Copas del Mundo
| Mundial                        | Sede   | Resultado        |
| ------------------------------ | ------ | ---------------- |
| Copa Mundial de Fútbol de 1934 | Italia | Cuartos de final |

## Estadísticas

### Clubes
| Club              | Div.          | Temporada     | Liga         | Liga         | Copas | Copas | Regional   | Regional   | Total | Total | Media goleadora |
| Club              | Div.          | Temporada     | Part.        | Goles        | Part. | Goles | Part.      | Goles      | Part. | Goles | Media goleadora |
| ----------------- | ------------- | ------------- | ------------ | ------------ | ----- | ----- | ---------- | ---------- | ----- | ----- | --------------- |
| Sporting de Gijón | 1.ª C.        | 1927-28       | Inexistente  | Inexistente  | –     | –     | 1          | –          | 1     | 0     | 0               |
| Sporting de Gijón | 2.ª           | 1928-29       | 7            | 12           | 2     | 2     | 5          | 12         | 14    | 26    | 1.86            |
| Sevilla F. C.     | 2.ª           | 1929-30       | 17           | 17           | 4     | 1     | 4          | 9          | 25    | 27    | 1.08            |
| Sevilla F. C.     | 2.ª           | 1930-31       | 13           | 16           | 5     | 4     | 3          | 5          | 18    | 20    | 1.11            |
| Sevilla F. C.     | 2.ª           | 1931-32       | 17           | 15           | 2     | 1     | 7          | 8          | 26    | 24    | 0.92            |
| Sevilla F. C.     | 2.ª           | 1932-33       | 8            | 3            | 4     | 3     | 7          | 1          | 19    | 7     | 0.37            |
| Sevilla F. C.     | 2.ª           | 1933-34       | 17           | 28           | 3     | 3     | 9          | 10         | 29    | 41    | 1.41            |
| Sevilla F. C.     | 1.ª           | 1934-35       | 21           | 20           | 4     | 3     | 9          | 2          | 34    | 25    | 0.74            |
| Sevilla F. C.     | 1.ª           | 1935-36       | 19           | 7            | 3     | 1     | 9          | 8          | 31    | 16    | 0.52            |
| Sevilla F. C.     | 1.ª C.        | 1938-39       | Interrumpida | Interrumpida | 7     | 7     | En estudio | En estudio | 7     | 7     | 1.00            |
| Sevilla F. C.     | 1.ª           | 1939-40       | 21           | 16           | 5     | 5     | En estudio | En estudio | 26    | 21    | 0.81            |
| Sevilla F. C.     | 1.ª           | 1940-41       | 18           | 18           | 4     | 5     | En estudio | En estudio | 22    | 23    | 1.05            |
| Sevilla C. F.     | 1.ª           | 1941-42       | 25           | 17           | 4     | 3     | En estudio | En estudio | 29    | 20    | 0.69            |
| Sevilla C. F.     | 1.ª           | 1942-43       | 19           | 9            | 2     | 3     | En estudio | En estudio | 21    | 12    | 0.57            |
| Sevilla C. F.     | 1.ª           | 1943-44       | 16           | 6            | 5     | 4     | En estudio | En estudio | 21    | 10    | 0.48            |
| Sevilla C. F.     | 1.ª           | 1944-45       | 14           | 6            | 1     | 1     | En estudio | En estudio | 15    | 7     | 0.47            |
| Sevilla C. F.     | 1.ª           | 1945-46       | 4            | 2            | 1     | –     | En estudio | En estudio | 5     | 2     | 0.40            |
| Total club        | Total club    | Total club    | 229          | 180          | 54    | 44    | 48         | 43         | 331   | 267   | 0.81            |
| Total carrera     | Total carrera | Total carrera | 236          | 192          | 56    | 46    | 54         | 55         | 346   | 293   | 0.85            |
| 1. 2. 3. 4.       |               |               |              |              |       |       |            |            |       |       |                 |

## Palmarés

### Campeonatos nacionales
| Título             | Club          | Año  |
| ------------------ | ------------- | ---- |
| Segunda División   | Sevilla F. C. | 1934 |
| Copa               | Sevilla F. C. | 1935 |
| Copa               | Sevilla F. C. | 1939 |
| Campeonato de Liga | Sevilla F. C. | 1946 |

### Campeonatos regionales
| Título              | Club          | Año  |
| ------------------- | ------------- | ---- |
| Campeonato Regional | Sevilla F. C. | 1930 |
| Campeonato Regional | Sevilla F. C. | 1931 |
| Campeonato Regional | Sevilla F. C. | 1936 |
| Campeonato Regional | Sevilla F. C. | 1939 |
| Campeonato Regional | Sevilla F. C. | 1940 |